# Piano Torre
Piano Torre ('O Chianu a Turri in dialetto locale) è una frazione costiera della VI circoscrizione del comune di Messina. Sorge sul promontorio di Capo Rasocolmo e si estende dal torrente Brigà al torrente Casagrande (anche detto, di Savoca). Conta numerose vie e contrade e, partendo da Spartà verso San Saba, incontriamo: Mezzacampa, Malapezza, Mastropavano, Perara, Muti, Ziino, Carruggiazzo, Canalello, Roccella, Amatene, Puntillo, Fagiano. Il villaggio è percorso da diversi torrenti: Savoca, Armeni, Perara, Muti, Cannistrà, Bartolello, Amatene. 
Posto lungo la Strada statale 113 dir., fra il 1890 e il 1932 la località era servita dalla tranvia Messina-Barcellona della SATS.

## Il toponimo del villaggio
Il toponimo “Piano Torre” descrive perfettamente l’assetto geografico del villaggio. Fino a due secoli fa, era ancora meglio esplicitato nel toponimo "Piano della Torre". Il "Piano" a cui si fa riferimento è proprio l'altura su cui sorge il faro, appianata (da qui "Piano") dal movimento corrosivo delle onde del mare (dal germanico "plak", "battere"). La stessa parola sembrerebbe, inoltre, descrivere l'andamento praticabile delle strade del villaggio, derivato dalla scarsa montuosità. Di immediata intuizione è il significato della parola “Torre”: essa sta ad indicare l’antico faro di Capo Rasocolmo. Oggi, tuttavia, quando si pensa a Piano Torre lo si considera un paese di collina ma, in realtà, insieme a Spartà e Acqualadrone, costituiva le “Masse della Marina”, tanto che ancora oggi gli abitanti di Castanea e delle Masse si riferiscono a questi villaggi con l’appellativo di “Marine” (ci si riferisce anche a San Saba e Rodia, nonostante non facessero parte delle Masse).

## La storia del villaggio
Si hanno notizie di insediamenti a Capo Rasocolmo sin dal I millennio a.C., da parte degli etiopi, tanto che lo stesso nome "Rasocolmo" sembrerebbe derivare dai rais. Nel III secolo a.C., sotto il dominio romano, secondo quanto ci dice Appiano di Alessandria e i ritrovamenti del 2008, fu fondata sul promontorio la città di Nauloco, dove nel 36 a.C. si combatté l'omonima battaglia. Non si sa molto dei secoli successivi, le prime notizie riguardano l'insediamento di ebrei nel XV secolo d.C. Nel XVI secolo, giunto a Messina l'imperatore Carlo V, fece fortificare la città con la costruzione di torri d'avvistamento, valorizzando la già secolare torre Capo Rasocolmo (il cui nome, al tempo, era "Rafacalmo", "Falacrio", o "Raiscolmo") oggi adibita a faro. Già dal XIII secolo, con l'insediamento dei monaci in contrada Badia, a Massa San Giorgio, il Villaggio si inizia a popolare ed entra a far parte delle "Marine di Massa" o "Masse della Marina", di cui costituiva una delle tante contrade. A questo periodo risalgono alcuni secolari uliveti. Insieme alle "Masse della Montagna" (le odierne quattro masse), le Masse della Marina furono vendute, nel XVI secolo, al duca di Furnari, per poi tornare proprietà monacale e, dopo l'Unità di Italia, statale. Nel 1810 fu visto passare Gioacchino Murat lungo le coste di Capo Rasocolmo, che fece edificare un piccolo stabile pietra (probabilmente usato come arsenale). Il villaggio soffrì il periodo della Seconda Guerra Mondiale, al termine del quale fu costituito il villaggio Spartà di cui Piano Torre fece parte fino a pochi decenni fa.

## La Chiesa di San Biagio Vescovo e Martire
La Chiesa di San Biagio è sita in Via Nazionale. Sorge di fronte alla più antica e piccola chiesetta (anch'essa dedicata a San Biagio), oggi adibita a canonica e sala ricreativa. Fu inaugurata nel 1956, quando la famiglia Sergi volle donare un appezzamento di terreno per la costruzione della stessa (oggi è ancora possibile ammirare nello spiazzo i secolari ulivi, il cui ricavato dalla vendita dell'olio veniva usato per realizzare i festeggiamenti in onore del Patrono). A forma circolare e a tre navate, la Chiesa si presenta imponente accompagnata dal suo campanile. Centrale è un Crocifisso scavato nel legno, oltre il quale si trova l'altare maggiore. Sulla navata destra, in una piccola cappella, si trovano l'altare di San Biagio vescovo e martire con il Tabernacolo e la secolare statua; poco più avanti si trova l'altare della Vergine del Carmelo e, nella soprastante nicchia mosaicata color oro antico e verde acqua (a ricordare Maria stella maris), il simulacro raffigurante la Vergine con il Bambino, che fanno dono dello Scapolare e del Rosario; infine, sulla stessa navata, si trovano il Fonte Battesimale seguito dall'antica statua del Sacro Cuore di Gesù, donata dai proprietari di un'antica chiesetta patronale sita in Contrada Ziino. Nella navata sinistra si trovano l'altare di Sant'Antonio da Padova e, nella soprastante nicchia mosaicata color oro antico (realizzata contemporaneamente alla nicchia della Vergine) l'imponente simulacro ligneo; più avanti, invece, un'antica statua della Vergine Immacolata, anch'essa donata insieme alla statua del Sacro Cuore, un quadro di Santa Cecilia e un antico Crocifisso.

## La Festa in onore del Santo Patrono
Il 3 Febbraio ricorre la solennità di San Biagio, preceduta da un solenne novenario. La Domenica che precede il 25 Gennaio, giorno di inizio del novenario, il simulacro del Santo viene traslato sull'antica vara accompagnato dal canto di Inni, scritti per la maggior parte da preti locali. Nel corso della novena, celebrata di sera, accorrono numerosi i fedeli, non solo di Piano Torre, ma anche dei villaggi limitrofi. La sera del due Febbraio, solennità della Presentazione di Gesù al Tempio (Candelora), a seguito della novena e della Messa Solenne, vengono benedetti dei pani azzimi a forma di lisca di pesce (i "panuzzi") e delle candele: questi due simboli servono a ricordare il miracolo che San Biagio operò liberando un bambino da una spina di pesce passatagli per la gola per mezzo di un pezzo di pane e di due candele. Il giorno seguente, alle ore 8, il paese è svegliato dallo scampanio festoso e dai colpi di mortaio, mentre, casa per casa, vengono portati i pani benedetti dalla secolare "Associazione San Biagio Vescovo e Martire di Piano Torre". Sono tre le Sante Messe celebrate nel giorno della festa: una alle 9,30 (introdotta mezzo secolo fa dal parroco Don Giuseppe Zanghì, per agevolare tutti coloro che si spostavano con mezzi pubblici), una alle 11,30 e una alle 19,00. Al termine di ognuna, viene benedetta la gola, appoggiando su di essa le due candele benedette il giorno prima, a memoria del miracolo sopracitato. Il termine della serata è caratterizzato dalla trionfale uscita del simulacro del Santo Patrono in piazza, dalla Benedizione al vasto villaggio per mezzo della reliquia del Santo (una parte di un dito) e da uno spettacolo pirotecnico. La domenica che segue il 3 Febbraio i festeggiamenti si concludono con la traslazione del Simulacro alla sua nicchia. 
In estate, alternata annualmente con quella dedicata agli altri Santi, si realizza la processione, preceduta da una settimana di spettacoli e intrattenimento e preghiera.

## La festa della Madonna del Carmelo
Il 16 Luglio ricorre la solennità, molto sentita a Piano Torre, della Madonna del Carmelo. Come per San Biagio, la Domenica che precede l'inizio del Novenario (7 Luglio), il simulacro viene portato sulla vara dalle donne dell' "Associazione Maria Santissima del Carmelo di Piano Torre". I tre giorni che precedono la festa sono caratterizzati da serate ricreative e spettacoli serali, preceduti dalla celebrazione del triduo, nel quale si rinnova il mandato delle Socie e si ricordano tutti i devoti defunti. Il 16 Luglio viene celebrata la santa Messa e, alternata annualmente con quella degli altri santi, si snoda la processione per le vie del villaggio, culminante con il tradizionale spettacolo pirotecnico. Durante la processione tutte le socie indossano l'abito carmelitano, composto dal saio carmelitano, dallo scapolare e dalla veletta (la stessa he copre i capelli del simulacro della Vergine). La Domenica che segue il 16 Luglio, il simulacro ritorna nella sua nicchia.

## La festa di Sant'Antonio da Padova
Il 13 Giugno si celebra la festa di Sant'Antonio da Padova. Il simulacro ligneo, nella domenica che precede la tredicina (che inizia il 31 Maggio), viene posto sulla vara. Nel corso della vigilia della festa si benedicono dei pani che vengono distribuiti la mattina del giorno seguente. La sera si celebra la santa Messa e, di rado, viene realizzata la processione. È una festa molto sentita soprattutto dai bambini, per i quali vengono realizzati giochi e serate ricreative. Esisteva un'associazione di ragazzi dedicata al Santo.

## Altre Tradizioni
Periodo Natalizio: giro di Gesù Bambino per le case dell'intero villaggio accompagnato dagli zampognari (il giro si svolge in tre pomeriggi).
Giorno del Corpus Domini (o nelle Domeniche successive): processione del Santissimo Sacramento.
22 Maggio: Celebrazione della Santa Messa in onore di Santa Rita (della quale si conserva un piccolo simulacro) e benedizione delle Rose.

## Monumenti e luoghi di interesse
- Chiesa di San Biagio Vescovo e Martire, della metà del XX secolo, sita al centro del villaggio;
- Chiesa di Sant'Antonio da Padova, dell'inizio del XX secolo, padronale, appartenente ai signori Interdonato, sita in contrada Ziino;
- Villa Arena, sita in contrada Malapezza, risalente alla fine del XIX secolo, ospitava una chiesetta, utilizzata come luogo di culto dagli abitanti della contrada, sino ad un cinquantennio fa.
- Abbazia, in contrada Mastropavano, risalente al XVIII secolo, sul territorio dei nobili Garces de Diaz;
- Villa Oriolis, risalente anch'essa al XX secolo, sita in via Nazionale;
- Villa baronale Ziino, sita in contrada Ziino, costruita nel 1860;
- Montagne di Sabbia, site un contrada Capo Rasocolmo;
- Faro, sito in contrada Bartolello, sorge su una più antica torre di controllo, secondo tradizione presente sin dal primo millennio a.C.;
- Arsenale di Capo Rasocolmo, risalente alla [Seconda Guerra Mondiale];
- Piccola costruzione napoleonica, risalente al 1810, sita in contrada Muti.